# Parupeneus seychellensis
Parupeneus seychellensis (лат.) — вид лучепёрых рыб из семейства барабулевых (Mullidae).

## Распространение
Обитает в Индийском океане, в заливе Акаба (Красное море), Бахрейне, Сейшельских островах и в Танзании.

## Описание
Малоизученный вид. Максимальная длина до 23 см.

## Биология
Живёт на песчаном дне, около коралловых рифов, на глубине 12-15 м.